# Hokkien (langue)
 (octobre 2024).
Pour les articles homonymes, voir Hokkien et Hokkien (peuple).
Le hokkien est une variété du minnan parlée dans la partie sud-est du Fujian, dans le Sud-Est de la Chine continentale. On l'appelle également quanzhang (chinois : 泉漳 ; pinyin : Quánzhāng), d'après le nom des centres urbains de Quanzhou et Zhangzhou.

## Description
Le hokkien taïwanais est l'une des langues nationales de Taïwan. Le hokkien est également largement parlé au sein de la diaspora chinoise d'outre-mer à Singapour, en Malaisie, aux Philippines, en Indonésie, au Cambodge, en Birmanie, à Hong Kong, en Thaïlande, au Brunei, au Viêt Nam et ailleurs dans le monde. L'intelligibilité mutuelle entre les dialectes hokkiens varie, mais ils sont toujours liés par l'identité ethnolinguistique.
En Asie du Sud-Est maritime, le hokkien a historiquement servi de langue véhiculaire parmi les communautés chinoises d'outre-mer de tous les dialectes et sous-groupes, et il reste aujourd'hui la langue chinoise la plus parlée dans la région, notamment à Singapour, en Malaisie, aux Philippines, en Indonésie et au Brunei. Cela s'applique dans une moindre mesure à l'Asie du Sud-Est continentale. En raison de l'influence significative et de la présence historique de l'importante diaspora chinoise d'outre-mer, le hokkien est entré en contacts linguistique avec des langues locales comme le thaï, devenant une grande source d'emprunts lexicaux. Le hokkien kelantan, dans le nord de la Malaisie, et le hokaglish, parlé sporadiquement aux Philippines, en particulier dans la région métropolitaine de Manille, sont également des langues mixtes avec le hokkien comme base lexicale.